# Comme toi
Comme toi (укр. Як і ти) — пісня Жана-Жака Ґольдмана, написана в 1982 році. Вийшла в рамках уже його сольного проекту, в другому студійному альбомі «Minoritaire».

## Історія пісні
Вражений історією своєї сім'ї (а батьки Ґольдмана були польськими євреями, які в часи 2-ї світової війни зуміли врятуватися від Голокосту) і знайшовши в сімейному альбомі матері старе фото маленької дівчинки тих років, Жан-Жак Ґольдман написав вражаючу пісню. Вийшовши у світ, цей сингл став знаковим для французької спільноти, він зразу ж розійшовся тиражем у 500 тисяч екземплярів. 
«Comme toi» переспівувало чимало французьких та англомовних виконавців. Мелодію та мотив пісні "позичали" виконавці з багатьох країн. А ідея пісні стала стержневою для написання публіцистичних та художніх творів.

## Фрагмент пісні
Фрагмент пісні (перший куплет і приспів):
Elle avait les yeux clairs et la robe en velours

À côté de sa mère et la famille autour

Elle pose un peu distraite au doux soleil

de la fin du jour

La photo n'est pas bonne mais l'on peut y voir

Le bonheur en personne et la douceur d'un soir

Elle aimait la musique surtout Schumann et puis

Mozart

Comme toi comme toi comme toi comme toi

Comme toi comme toi comme toi comme toi

Comme toi que je regarde tout bas

Comme toi qui dort en rêvant à quoi

Comme toi comme toi comme toi comme toi